# Evocación de Frida
Evocación de Frida è un documentario cortometraggio del 1960 diretto da Manuel Michel e basato sulla vita della pittrice messicana Frida Kahlo.